# Juan Jose Urra
Juan José Urra Guridi (Mondragón, Guipúzcoa, 22 de julio de 1961), conocido profesionalmente como Urra, es un ex pelotari profesional de la modalidad de mano. Jugaba en la posición de zaguero, para la empresa Asegarce.

## Biografía
Nació el 22 de julio de 1961 en la localidad guipuzcoana de Mondragón. Desde temprana edad comenzó a jugar a pelota y en 1976 consiguió como infantil junto con Isturiz II el título de interpueblos para Mondragón. Dos años más tarde, en 1978, se consagró campeón de España en la categoría juvenil junto con Alustiza. 
Debutó en profesionales a los 18 años en el frontón Astelena de Eibar y desde entonces ha jugado dieciocho temporadas seguidas compitiendo con gran destreza tanto en primera como en segunda categoría de profesionales.

## Palmarés
- En 1979 debutó en el frontón Astelena de Eibar con 18 años
- En 1984 subcampeón en Anoeta en el Campeonato Manomanista de Segunda Categoría contra Alustiza 22-08
- En 1987 campeón en Anoeta en el Campeonato Manomanista de Segunda Categoría contra Errasti 22-16
- En 1988 quedó en los cuartos de final en el Campeonato Manomanista de Primera Categoría
- En 1992 subcampeón en Anoeta en el Campeonato Manomanista de Segunda Categoría contra Irazola 22-21

## Campeonato Manomanista de Segunda Categoría
| Año  | Campeón  | Subcampeón | Tanteo | Frontón |
| ---- | -------- | ---------- | ------ | ------- |
| 1984 | Alustiza | Urra       | 22-08  | Anoeta  |
| 1987 | Urra     | Errasti    | 22-16  | Anoeta  |
| 1992 | Irazola  | Urra       | 22-21  | Anoeta  |